# Port de la Lune
Port de la Lune (Månens havn) er navnet på Bordeaux' havn, der stammer fra middelalderen, og er givet på grund af flodens form, når den slanger sig igennem byen. På Bordeaux' våbenskjold repræsenterer en halvmåne Port de la Lune. Det samme gør kommunens nuværende logo, der kommer fra det lille våbenskjold med tre sammenflettede halvmåner.
Betegnelsen "Bordeaux, Port de la Lune" har siden 2007 også betegnet de 1.800 ha i byen Bordeaux, der er på UNESCO's verdensarvsliste,  grund af den "usædvanlige bymæssige og arkitektoniske enhed og sammenhæng". Dette "fremragende eksempel på innovative klassiske og neoklassiske tendenser" er verdens største byområde indskrevet på UNESCO (40% af byens overflade).
UNESCO har også belønnet kommunen for dens bestræbelser på at restaurere og forskønne kajer og facader i byens centrum (Place de la Bourse, Miroir d'eau, Grand-Théâtre).

## Galleri
- Bordeauxs våbenskjold.
- Den lille våbenskjold .
- Udsigt fra flyet.
- Port de la Lune .
- Port de la Lune, perspektiv fra toppen af spiret Saint-Michel .
- Planlagte facader af kaien Richelieu .
- Place de la Bourse .
- Quai Louis XVIII og Quai des Chartrons .
- Miroir d'eau, Pont de pierre og St. Michael 's basilika.
- Place de la Comédie med Grand Théâtre .